# 卢西诺
卢西诺（法語：Rossignol，意为夜莺）是法国一家高山滑雪、北欧式滑雪、单板滑雪设备厂商，也生产相关的运动服饰和配件。公司始建于1907年的法国伊泽尔省，是世界上最早使用塑料来生产滑雪板的厂家之一，曾多次赞助法国冬奥运动员夺冠，2019年的銷售額為3.7億歐元，當中80％為出口業務。2005年，閃銀以5.6億美元收購卢西诺，2008年以1.47億美元售予布魯諾·切爾克萊牽頭的財團。